# Marian Norkowski
Marian Stanisław Norkowski (né le 17 mai 1935 à Toruń en Pologne et décédé le 7 mars 2001 à Varsovie) était un joueur de football polonais, qui jouait en tant qu'attaquant.